# Xylopia emarginata
Xylopia emarginata Mart. – gatunek rośliny z rodziny flaszowcowatych (Annonaceae Juss.). Występuje naturalnie w Wenezueli, Kolumbii, Peru oraz Brazylii (w stanach Amazonas, Amapá, Pará, Rondônia, Bahia, Piauí, Goiás, Mato Grosso do Sul, Mato Grosso, Minas Gerais i São Paulo oraz w Dystrykcie Federalnym). 

## Morfologia
PokrójZimozielone drzewo dorastające do 10–20 m wysokości. Gałęzie mają kolor od pomarańczowoczerwonego do purpurowobrązowego. Młode pędy są owłosione.
LiścieMają eliptyczny kształt. Mierzą 5–7,5 cm długości oraz 1–2,5 szerokości. Są skórzaste. Nasada liścia jest ostrokątna. Wierzchołek jest spiczasty. Ogonek liściowy jest nagi i dorasta do 1–4 cm długości.
KwiatySą pojedyncze zebrane w parach. Rozwijają się w kątach pędów. Działki kielicha są owłosione, mają owalny kształt i dorastają do 2–4 mm długości. Płatki są białe. Mają liniowy kształt i dorastają do 2–5 cm długości. Są owłosione, prawie takie same. Słupków jest do 5 do 10. Są owłosione, mają cylindryczny kształt i mierzą 3–5 mm długości.
OwoceZłożone z 3–44 rozłupni. Mają elipsoidalny kształt. Osiągają 16–21 mm długości oraz 9–22 mm średnicy.

## Biologia i ekologia
Rośnie w wiecznie zielonych lasach i w lasach liściastych. Występuje na terenie nizinnym.